# Jan Baetsen
Johannes Hubertus Gertrudis (Jan) Baetsen (Roermond, 18 januari 1944) is een Nederlandse beeldhouwer, schilder, tekenaar en graficus.

## Leven en werk
Baetsen studeerde van 1959 tot 1962 bij de schilder Harry Koolen aan de Stadsacademie voor Beeldende Kunsten in Maastricht en aansluitend van 1962 tot 1965 bij de schilder en tekenaar Ko Sarneel aan de Jan van Eyck Academie, eveneens in Maastricht.
De kunstenaar woont en werkt sinds 1970 in Hengelo. Hij exposeert veelvuldig in Nederland en Hongarije. In 1971 was een van zijn kunstwerken te zien tijdens de elfde biënnale van Middelheim in Antwerpen. Zijn stijl van werken is geometrisch-abstract met gebruikmaking van elementen als: lijn, cirkel, cilinder, vierkant en rechthoek. Zijn materiaal is bij voorkeur roestvast staal.

## Werken (selectie)
- Stapeling 15 kwart cirkel segmenten (1970), Chopinstraat in Hengelo
- 5 cilinders (1972), Timmersweide in Hengelo
- Plastische structuur (1971/73), Curiestraat in Hengelo
- Halve cirkels (1975), Westenholte in Zwolle
- Verbinding (1980), Laan van Driene in Hengelo
- Sculptuur (1981)[3], Etty Hillesum Lyceum in Deventer
- Verbinding 3 (1983/86), Rijstenborgherpark in Deventer
- Fekete tulipán (2007), Szoborpark in Dunaújváros (Hongarije)